# Christian Graf von Bassewitz
Christian Graf von Bassewitz (* 8. Oktober 1940 in Rostock) ist ein ehemaliger deutscher Bankier.
Bassewitz stammte aus Mecklenburg. Seine Eltern waren Bernd (eigentlich Bernhard) Graf von Bassewitz und Ursula von Jenisch. Der Vater war Grundbesitzer der Güter Bristow mit Glasow, Grube und Tessenow. In den 1960er Jahren absolvierte Christian Graf von Bassewitz eine Ausbildung als Bankkaufmann bei der Deutschen Bank. Im Anschluss daran studierte er in Hamburg Betriebswirtschaftslehre. Nach dem Studium hatte er Anstellungen beim Bankhaus Lampe und der Frankfurter Bankgesellschaft, wo er deren Sprecher wurde. Er wechselte im Mai 1992 als Sprecher zum Bankhaus Lampe und wurde dort 1993 persönlich haftender Gesellschafter. Bis zum Eintritt in den Ruhestand 2005 war Bassewitz Sprecher der persönlich haftenden Gesellschafter der Bankhaus Lampe KG. Außerdem ist Bassewitz Aufsichtsratsmitglied bei der Aareal Bank AG sowie der Bank für Sozialwirtschaft AG und der OVB Holding AG
Für das Großherzogtum Luxemburg ist Bassewitz Honorarkonsul in Düsseldorf für Nordrhein-Westfalen.
Er ist Mitglied im Kuratorium des Kinderhilfswerk Plan International Deutschland.
Christian von Bassewitz ist Ehrenkommendator in der Mecklenburgischen Provinzialgenossenschaft, hierbei auch einer Tradition seiner Vorfahren folgend – neben anderen Familienmitgliedern waren sein Großvater Rechtsritter und sein Vater  Kommendator im Johanniterorden. Der Herrenmeister Oskar Prinz von Preußen war Ehemann seiner Tante Ina Marie Gräfin Bassewitz.
Bassewitz war mit Frauke Köchermann verheiratet und hat zwei Kinder.